# Volodymyr Homenyuk
Volodymyr Homenyuk est un footballeur ukrainien, né le 19 juillet 1985 à Bokiyma. Il évolue au poste d'attaquant.

## Palmarès
Vierge